# Menorcas herrlandslag i fotboll
Menorcas herrlandslag i fotboll representerar den spanska ön Menorca i fotboll på herrsidan. Man är inte med i Fifa eller Uefa. Däremot i  International Island Games Association, och kan delta i Internationella öspelen.